# كفارة
الكفارةهو تصرف أوجبه الشرع لمحو ذنب معين، كالإعتاق والصيام والاطعام، وغير ذلك .

## تعريف الكفّارة
- لغة: جمعها كفارات، وأصلها الستر وتغطية الشيء، تقول كفرت القدر إذا غطيته وسميت بذلك لأنّها تستر الخطايا والذنوب الذي ارتكبها بفعله.
- اصطلاحًا : الكَفّارة: ما يُكفَّرُ - أي يُغطَّى - به الاثم. وهو تصرف أوجبه الشرع لمحو ذنب معين، كالإعتاق والصيام والاطعام، وغير ذلك.[1]

## أقسام الكفارة
تنقسم الكفارة إلى معينة ومرتبة ومخيرة وما جمعت الوصفين الترتيب ثم إذا عجز التخيير وكفارة الجمع.
- - المعينة: ككفارات الإحرام في الحج والعمرة.
- - المرتبة: ثلاث كفارات كفارة الظهار، كفارة القتل الخطأ، وكفارة من أفطر في قضاء شهر رمضان.
- - المخيرة:

كفارة من افطر في شهر رمضان وخلف النذر، وفي بعض اقسام صيد المحرم
- - وما جمعت الترتيب فإذا عجز فالتخيير فهي كفارة حنث اليمين.
- - وكفارة الجمع: كفارة من أفطر شهر رمضان على محرّم. وكفارة من قتل مؤمنا عمدا وظلما.

## مراتبها
يختلف ترتيبها والخيار بينها على حسب الذنب المُكَّفَرِ عنه.
- - العتق: عتق رقبة سالمة من العيوب، صغيرة كانت أو كبيرة، ذكرًا أو أنثى أيا كان نوعها ولو غير مؤمنة، واشترط الأحناف أن تكون مؤمنة.
- - الصيام: يجب عليه صوم شهرين متتابعين، ليس فيهما يوم عيد، ولا أيام تشريق، ويجب عليه التتابع إلا إذا أفطر ناسيًا أو لغلط في العدد. أما إذا تعمد، فيجب عليه أن يبدأ الصوم من جديد.
- - الإطعام: فإنه يطعم ستين مسكينًا، لكل مسكين غداء وعشاء، ومن عجز عن أي نوع من الكفارات، تلزمه في ذمته، وقضاؤها دين عليه متى استطاع، أو تيسر له.

## أنواعها
فالكفارات المعهودة في الشرع خمسة أنواع: كفارة اليمين، وكفارة الحلق، وكفارة القتل، وكفارة الظهار، وكفارة الإفطار، والكل واجبة إلا أن أربعة منها عرف وجوبها بالكتاب العزيز، وواحدة منها عرف وجوبها بالسنة.

### كفارة اليمين
إذا أقسم الإنسان على شيء، وحنث في حلفه، بأن فعل ما حلف على تركه، أو ترك ما حلف على فعله، فتجب عليه كفارة اليمين، وهي الإطعام أو الكسوة، أو عتق رقبة، فإن لم يستطع، فعليه صيام ثلاثة أيام سواء أكانت متتابعة أم منفردة، قال تعالى:(لَا یُؤَاخِذُكُمُ ٱللَّهُ بِٱللَّغۡوِ فِیۤ أَیۡمَـٰنِكُمۡ وَلَـٰكِن یُؤَاخِذُكُم بِمَا عَقَّدتُّمُ ٱلۡأَیۡمَـٰنَۖ فَكَفَّـٰرَتُهُۥۤ إِطۡعَامُ عَشَرَةِ مَسَـٰكِینَ مِنۡ أَوۡسَطِ مَا تُطۡعِمُونَ أَهۡلِیكُمۡ أَوۡ كِسۡوَتُهُمۡ أَوۡ تَحۡرِیرُ رَقَبَةࣲۖ فَمَن لَّمۡ یَجِدۡ فَصِیَامُ ثَلَـٰثَةِ أَیَّامࣲۚ ذَ ٰ⁠لِكَ كَفَّـٰرَةُ أَیۡمَـٰنِكُمۡ إِذَا حَلَفۡتُمۡۚ وَٱحۡفَظُوۤا۟ أَیۡمَـٰنَكُمۡۚ كَذَ ٰ⁠لِكَ یُبَیِّنُ ٱللَّهُ لَكُمۡ ءَایَـٰتِهِۦ لَعَلَّكُمۡ تَشۡكُرُونَ)
[[[سورة المائدة]]:89].
واختلف في إخراج القيمة عن الإطعام والكسوة، فالجمهور على المنع، وأجازه أبو حنيفة، كما يرى الجمهور جواز تقديم الكفارة على الحنث وتأخيرها عليه، واستدلوا بقول النبي (: (من حلف على يمين، فرأى غيرها خيرًا منها، فليكفر عن يمينه وليفعل). مسلم وأبو داوود والترمذي.
وقالوا: إن تقديم الكفارة يجعل القدوم على الحنث لا يعتبر إقدامًا على غير مشروع أو إقدامًا في فعل الإثم، لأن تقديم الكفارة يجعل الشيء المحلوف عليه مباحًا، ولأن من قدَّم الحنث على الكفارة هو شارع في معصية، ولا يدري أن يتمكن قبل موته من الكفارة أم لا، ولا يمنع ذلك عندهم جواز تأخير الكفارة، لقوله النبي (:(من حلف على يمين فرأى غيرها خيرًا منها، فليأتها، وليكفر عن يمينه) [مسلم].
ويرى أبو حنيفة أن الكفارة لا تجب إلا بعد الحنث، لأن الكفارة سبب للحنث، لا تجب إلا بعد وقوعه، واستدل بقول النبي (:(فليكفر عن يمينه، وليفعل الذي هو خير) مسلم.

### كفارة الحلق في الحج
قال تعالى: {وَلاَ تَحْلِقُواْ رُءوسَكُمْ حَتَّىٰ يَبْلُغَ ٱلْهَدْىُ مَحِلَّهُ فَمَن كَانَ مِنكُم مَّرِيضًا أَوْ بِهِ أَذًى مّن رَّأْسِهِ فَفِدْيَةٌ مّن صِيَامٍ أَوْ صَدَقَةٍ أَوْ نُسُكٍ} [البقرة:196].
قال الحافظ ابن كثير: «وعامة العلماء أنه يخير في هذا المقام، إن شاء صام، وإن شاء تصدق بفَرْقٍ، وهو ثلاثة آصع، لكل مسكين صاع، وهو مُدّان، وإن شاء ذبح شاة وتصدق بها على الفقراء»([14]).
وعن كعب بن عجرة قال حُملتِ إلى النبي صلى الله عليه وسلم والقمل يتناثر على وجهي فقال: (ما كنت أرى أن الجهد قد بلغ بك هذا أما تجد شاةً؟!) قلت: لا، قال: (صُمْ ثلاثة أيام، أو أطعم ستة مساكين، لكل مسكين نصف صاع من طعام، واحلق رأسك).
قال الخطابي: «قلت: هذا إنما هو حكم من حلق رأسه لعذر مِنْ أذى يكون به، وهو رخصة له، فإذا فعل ذلك كان مخيراً بين الدم والصدقة والصيام».

### كفارة القتل
تجب كفارة القتل في حالتين: في القتل الخطأ، وفي القتل العمد إذا عفا ولي الدم.
- أولا الكفارة في القتل الخطأ:

إذا فعل الإنسان شيءًا يُباح له، فقتل غيره خطأ، كأن يكون أراد الصيد فأصاب مسلمًا معصوم الدم، أو حفر حفرة، فتردى فيها إنسان غيره، أو فعل شيءًا كان السبب في قتل غيره، ولم يكن يقصد إيذاء. فضلا عن غرض القتل، فهو قتل الخطأ، ويلحق بالقتل الخطأ القتل العمد الصادر من غير المكلف، كالصبي والمجنون، فتجب الكفارة حينئذ، ويجب أن تكون الكفارة من مال القاتل، بالإضافة إلى الدية المخففة، إذا كان قادرًا.
وكفارة القتل الخطأ تحرير رقبة مؤمنة، ولم تعد هناك رقاب في زماننا، فتكون كفارة القتل الخطأ مقصورة على صيام شهرين متتابعين، فإذا وجد العبيد في زمن رجع الحكم؛ قال تعالى:{وما كان لمؤمن أن يقتل مؤمنًا إلا خطئًا ومن قتل مؤمنًا فتحرير رقبة مؤمنة ودية مسلمة إلي أهله إلا أن يصدقوا فإن كان من قوم عدو لكم وهو مؤمن فتحرير رقبة مؤمنة وإن كان من قوم بينكم وبينهم ميثاق فدية مسلمة إلي أهله وتحرير رقبة مؤمنة فمن لم يجد فصيام شهرين متتابعين توبة من الله وكان الله عليمًا حكيمًا} [النساء: 92].
وإذا اشترك اثنان فأكثر في قتل رجل واحد خطأ، قيل يجب الكفارة على كل واحد منهم، وقيل: يجب عليهم كلهم كفارة واحدة.
- الكفارة في القتل العمد:

إذا اقتص من القاتل العمد، فلا تجب عليه كفارة، فالقصاص كاف، أما إذا عفا أولياء القتيل، فتجب عليه الدية والكفارة.
وجمهور الفقهاء يرون أن القتل العمد ليس فيه كفارة؛ لأنه إثم كبير، تكفيره القصاص بقتل القاتل، قال تعالى: {ومن يقتل مؤمنًا متعمدًا فجزاؤه جهنم خالدًا فيها وغضب الله عليه ولعنه وأعد له عذابًا عظيمًا} [سورة النساء: 93].
ويرى الشافعية أن الكفارة تجب في القتل العمد، لأن الكفارة إن شرعت لتكفير الإثم في القتل الخطأ، فهي في القتل العمد أولى.

### كفارة الظهار
الظهار هو قول الرجل لزوجته: أنت على كظهر أمي. وهو نوع من أنواع الطلاق في الجاهلية، لأن الرجل يقصد به تحريم زوجته عليه، كما حرم عليه أخته وأمه، ولقد ظاهر أوس بن الصامت من زوجته خولة بنت ثعلبة، فلما ذهبت تشتكي إلى رسول الله (نزل القرآن يوضح حكم الظهار في الإسلام، وأوضح كفارته.
وقد جاء القرآن بكفارة الظهار، قال تعالى: {والذين يظاهرون من نسائهم ثم يعودون لما قالوا فتحرير رقبة من قبل أن يتماسا ذلكم توعظون به والله بما تعملون خبير. فمن لم يجد فصيام شهرين متتابعين من قبل أن يتماسا فمن لم يستطع فإطعام ستين مسكينًا ذلك لتؤمنوا بالله ورسوله وتلك حدود الله وللكافرين عذاب أليم} سورة المجادلة: 3-4.
ولما جاءت خولة تشتكي إلى النبي (فقال النبي (: (يعتق رقبة). قالت للنبي (: لا يجد. فقال النبي (: (فيصوم شهرين متتابعين). قالت خولة: يا رسول الله (إنه شيخ كبير، ما به من صيام. قال النبي (: (فليطعم ستين مسكينًا). قالت خولة: ما عنده شيء يتصدق به، فأتى بعرق من تمر، فقالت خولة: فإني سأعينه بعرق آخر. فقال لها النبي (: (قد أحسنتِ، اذهبي، فأطعمي بهما عنه ستين مسكينًا، وارجعي إلى ابن عمك). يقصد زوجها. [أبو داود].

### كفارة الإفطار
تجب الكفارة على من جامع زوجته في نهار رمضان عمدًا؛ لأنه إفساد صوم رمضان خاصة بغرض انتهاك حرمة الصوم، من غير سبب مبيح للفطر. فعن أبي هريرة—قال: جاء رجل إلى النبي (فقال: هلكتُ يا رسول الله. قال: (وما أهلكك ؟) قال: وقعت على امرأتي في رمضان. قال: (هل تجد ما تعتق رقبة ؟) قال: لا. قال:(فهل تستطيع أن تصوم شهرين متتابعين؟) قال: لا. قال:(فهل تجد ما تطعم ستين مسكينًا). قال: لا. قال أبو هريرة: ثم جلس فأتى النبي (بعرق (مكتل) فيه تمر. قال:(تصدق بهذا). قال: فما بين لا بتيها أهل بيت أحوج إليه من منا ؟! فضحك النبي (حتى بدت نواجذه، وقال: (اذهب، فأطعمه أهلك).رواه الجماعة.
- أنواع كفارة الصوم:

كفارة الجماع في نهار رمضان ثلاثة أنواع: العتق، والصيام، والإطعام.
- تكرر الكفارة:

وتكرار الكفارة له حالتان:
- - أن يجامع الرجل زوجته أكثر من مرة في يوم واحد، وهذا عليه كفارة واحدة باتفاق العلماء.
- - أن يتكرر الجماع في أكثر من يوم، وهذا عليه لكل يوم كفارة على الأرجح.